# 趙勉
赵勉（？—1393年），湖广夷陵（今湖北宜昌）人。明朝進士、政治人物。
洪武十八年（1385年）二甲第七十一名進士。后授大理寺左丞，升任大理卿，最后任户部尚书。后因贪污案连坐被诛杀。